# Marquesado del Vasto

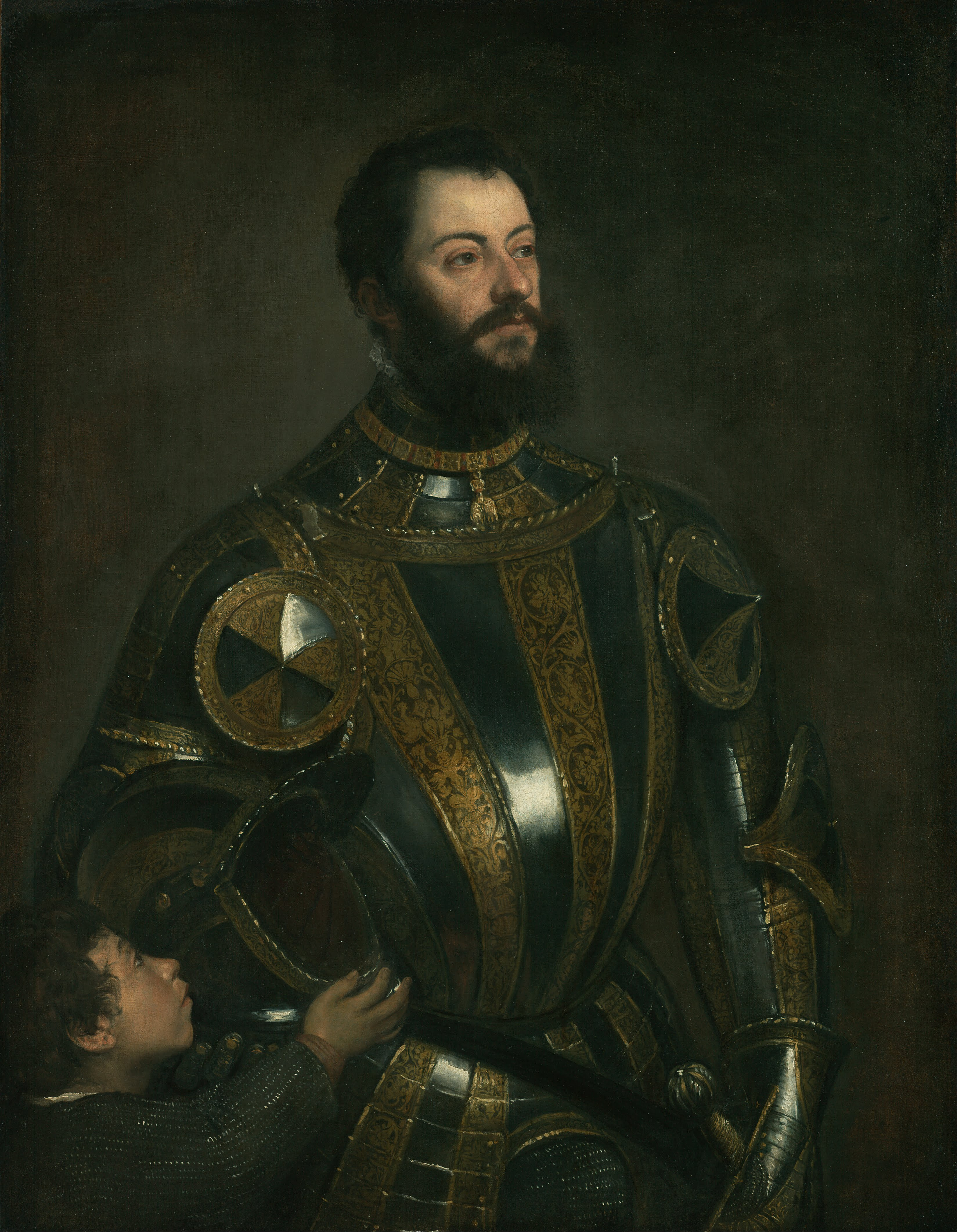
Retrato de Alfonso de Ávalos, II marqués del Vasto, por Tiziano (c. 1533; Getty Center de Los Ángeles).

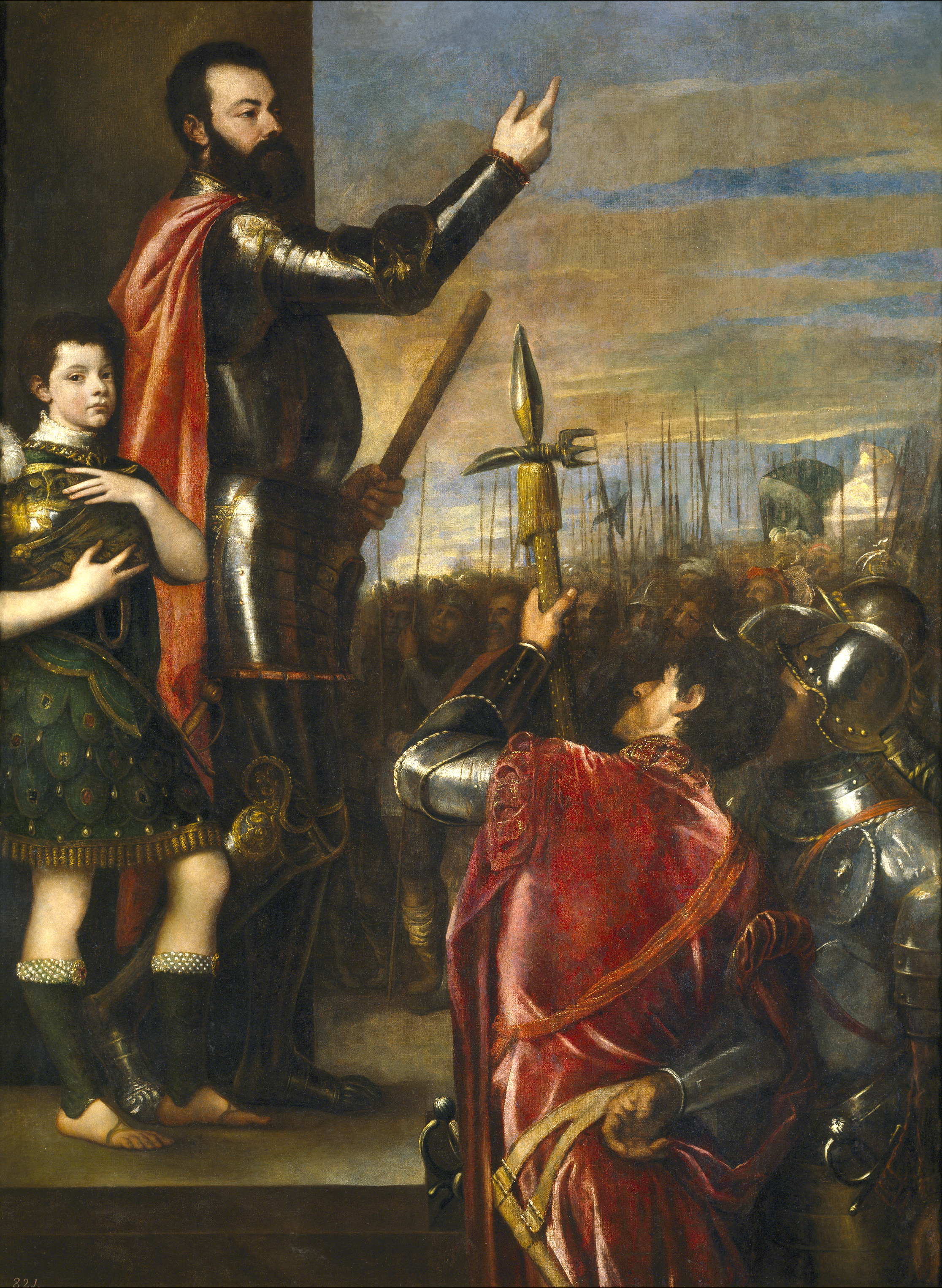
Alfonso de Ávalos, II marqués del vasto, obra de Ticiano, conservado en el Museo del Prado, Madrid. Cuadro titulado "Alocución del Marqués del Vasto".

El marquesado del Vasto (del italiano: marchesato del Vasto) o del Guasto en dialecto abruzo, es un título nobiliario hispano-napolitano creado el 1 de febrero de 1521 por el rey Carlos I a favor de Iñigo de Ávalos y Aquino, Gran Camarlengo del Reino de Nápoles, hijo de Íñigo de Ávalos, I conde de Monteodorisio, y de Antonia de Aquino. 
El II marqués recibió la Grandeza de España el 25 de noviembre de 1535, dignidad que fue confirmada el 16 de febrero de 1762 por el rey Fernando VI al XII marqués, Diego de Ávalos Aquino Aragón y Caracciolo.
Su denominación hace referencia a la localidad de Vasto, en los Abruzos, Italia.

## Marqueses del Vasto

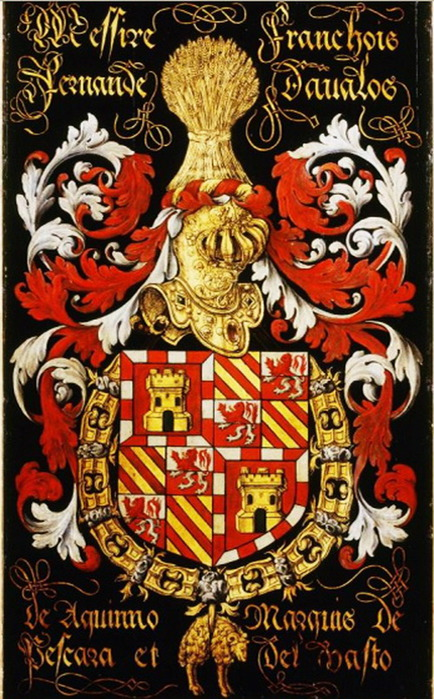
Escudo de armas de Félix Francisco Fernández de Ávalos y Aquino, marqués de Pescara y del Vasto. Panel de escudos de los caballeros del Toisón de Oro, reunidos en Gante el 29 de julio de 1559. Catedral de Gante (Bélgica).

|                                 | Titular                                      | Periodo               |
| Creación por Carlos I           | Creación por Carlos I                        | Creación por Carlos I |
| ------------------------------- | -------------------------------------------- | --------------------- |
| I                               | Íñigo de Ávalos y Aquino                     | 1521                  |
| II                              | Alfonso de Ávalos Aquino y Sanseverino       | 1521 - 1546           |
| III                             | Francisco Fernando de Ávalos Aquino y Aragón | 1546 -1571            |
| IV                              | Alfonso Félix de Ávalos Aquino y Gonzaga     | 1571 - 1593           |
| V                               | Isabel de Ávalos Aquino y La Rovere          | 1593 - 1648           |
| VI                              | Fernando Francisco de Ávalos Aquino y Ávalos | 1648 - 1665           |
| VII                             | Diego de Ávalos Aquino y Ávalos              | 1665 - 1697           |
| VIII                            | César de Ávalos Aquino y Carafa              | 1697 - 1729           |
| IX                              | Juan Bautista de Ávalos Aquino y Caracciolo  | 1729 - 1749           |
| X                               | Diego de Ávalos Aquino y Caracciolo          | 1749 - 1764           |
| XI                              | Tomás de Ávalos Aquino y Acquaviva de Aragón | 1764 - 1806           |
| XII                             | Fernando de Ávalos Aquino y Doria Pamphili   | 1806 - 1841           |
| XIII                            | Alfonso de Ávalos Aquino y Doria Pamphili    | 1841 - 1861           |
| Rehabilitación por Alfonso XIII |                                              |                       |
| XIV                             | José María Sánchiz y Quesada                 | 1922-1952             |
| XV                              | José Ignacio Sánchiz y Arróspide             | 1964-1979             |
| XVI                             | Hipólito Sánchiz y Núñez-Robres              | 1979-1997             |
| XVII                            | Hipólito Sánchiz y Álvarez de Toledo         | 1997-actual titular   |

## Historia de los Marqueses del Vasto
- Iñigo de Ávalos y Aquino (1467–1521), I marqués del Vasto, hijo de Íñigo Dávalos y Tovar, I conde de Monteodorisco, y de Antonia de Aquino y Gaetano, III marquesa de Pescara.

1. Casó con Laura Sanseverino de Aragón, hija de los príncipes de Bisignano. Le sucedió su hijo:

- Álfonso de Ávalos Aquino y Sanseverino (1502–1546), II marqués del Vasto, VI marqués de Pescara.

1. Casó con María Aragón y Cardona, hija de Fernando de Aragón y Guardato, I duque de Montalto. Le sucedió su hijo:

- Francisco Fernando de Ávalos Aquino y Aragón (1531–1571), III marqués del Vasto, VII marqués de Pescara.

1. Casó con Isabel Gonzaga, hija de Federico II de Mantua y Margarita Paleólogo. Le sucedió su hijo:

- Alfonso de Ávalos Aquino Aragón y Gonzaga (1564–1593), IV marqués del Vasto, VIII marqués de Pescara.

1. Casó con Lavinia della Rovere, hija de Guidobaldo II della Rovere, duque de Urbino. Le sucedió su hija:

- Isabel de Ávalos Aquino Aragón y La Rovere (1585–1648), V marquesa del Vasto, IX marquesa de Pescara.

1. Casó con su tío Íñigo de Ávalos Aquino Aragón, hijo de César de Ávalos Aquino Aragón, I marqués de Padula, hermano del III marqués del Vasto. Le sucedió su hijo:

- Fernando Francisco de Ávalos Aquino Aragón y Ávalos (1601–1665), VI marqués del Vasto, X marqués de Pescara.

1. Casó con Jerónima Doria, hija de los príncipes de Melfi. Sin descendencia, le sucedió su hermano:

- Diego de Ávalos Aquino Aragón y Ávalos (†1697), VII marqués del Vasto, XI marqués de Pescara.

1. Casó con Francisca Carafa, hija de los príncipes de Rocella. Le sucedió su hijo menor:

- César de Ávalos Aquino Aragón y Carafa (1667-1729), VIII marqués del Vasto, príncipe del S.R.I., XIV marqués de Pescara.

1. Casó con su prima Hipólita de Ávalos Aquino Aragón, hija de Francisco de Ávalos Aquino Aragón, II príncipe de Troya, y de Juilia de Ávalos Aquino Aragón, IV princesa de Montesarchio. Sin descendencia, le sucedió su sobrino, hijo de Nicolás de Ávalos Aquino Aragón, V príncipe de Montesarchio:

- Juan Bautista de Ávalos Aquino Aragón y Caracciolo (1694-1749), IX marqués del Vasto, príncipe del S.R.I., VI príncipe de Montesarchio y IV de Troya, XV marqués de Pescara.

1. Casó en primeras nupcias con Silvia Spinelli, hija de los príncipes de Tarsia, y en segundas con Luisa de Sangro, hija de los duques de Casacalenda. Sin descendencia, le sucedió su hermano:

- Diego de Ávalos Aquino Aragón y Caracciolo (1697-1764), X marqués del Vasto, príncipe del S.R.I., VII príncipe de Montesarchio y V de Troya, XVI marqués de Pescara.

1. Casó con Leonor Acquaviva de Aragón, hija de los duques de Nardò. Le sucedió su hijo:

- Tomás de Ávalos Aquino Aragón y Acquaviva de Aragón (1752-1806), XI marqués del Vasto, príncipe del S.R.I., VIII príncipe de Montesarchio y VI de Troya, XVII marqués de Pescara.

1. Casó con Francisca Caracciolo, hija de los duques de Lavello. Le sucedió su nieto:

- Fernando de Ávalos Aquino Aragón y Doria Pamphili (1794-1841), XII marqués del Vasto, príncipe del S.R.I., IX príncipe de Montesarchio y VII de Troya, XVIII marqués de Pescara.

1. Casó con Julia Gaetani de Aragón, hija de los duques de Laurenzana. Le sucedió su hermano:

- Alfonso de Ávalos Aquino Aragón y Doria Pamphili (1796-1861), XIII marqués del Vasto, príncipe del S.R.I., IX príncipe de Montesarchio y VIII de Troya, XIX marqués de Pescara.

Rehabilitado en 1922 (en España) para:
- José María Sánchiz y Quesada (1872-1952), hijo de la III Marquesa de Casa Saltillo, XIV marqués del Vasto, V conde de Piedrabuena, XI conde de Villaminaya.

1. Casó con María Isabel de Arróspide y Álvarez, III marquesa de Valderas, XXI baronesa de Borriol. Le sucedió, en 1964, su hijo:

- José Ignacio Sánchiz y de Arróspide (1903-1979), XV marqués del Vasto, IV marqués de Valderas, VI conde de Piedrabuena, XI marqués de La Casta (rehabilitado a su favor en 1915). Sin descendientes. Le sucedió, de su hermano Hipólito Sánchiz y Arróspide IV conde de Valdemar de Bracamonte, que casó con Pilar Núñez-Robres y Rodríguez de Valcárcel, el hijo de ambos, por tanto su sobrino:

- Hipólito Sánchiz y Núñez-Robres (1932-2000), XVI marqués del Vasto, V marqués de Valderas, XII marqués de La Casta, V conde de Valdemar de Bracamonte. Caballero de Montesa y maestrante de Sevilla.

1. Casó con María Soledad Álvarez de Toledo Gross, hija de José Ignacio Álvarez de Toledo y Mencos, VII conde de Villapaterna, coronel de Infantería, y de Julia Gross y Loring, su mujer, V marquesa de Casa Loring. Le sucedió, en 1997, su hijo:

- Hipólito Sánchiz y Álvarez de Toledo (n. en 1969), XVII y actual marqués del Vasto y VI de Valderas, grande de España, VI conde de Valdemar de Bracamonte y V de Belascoáin. Caballero de Montesa, maestrante de Sevilla y de Valencia.

1. Casó con Beatriz de Alcaraz y Velázquez-Duro, hija de Rafael de Alcaraz y Baíllo, IX marqués de Cerverales, y de María José Velázquez-Duro y González-Regueral. De este matrimonio nacieron:
  1. Beatriz Sanchiz y Alcaraz (n. en 1994).
  2. Hipólito Sanchiz y Alcaraz (n. en 1997). VII conde de Valdemar de Bracamonte. Caballero maestrante de Valencia.
  3. Cristina Sanchiz y Alcaraz (n. en 1999).

## Árbol genealógico
| José María Sanchiz, XIV marqués del Vasto (1872–1952)  |                                                        |                                                        |                                                        |                                                        |                                                        |  |  |                                                                  |                                                                  |                                                                  |                                                                  |                                                                  |                                                                  |  |  |  |  |  |  |  |  |  |  |
|                                                        |                                                        |                                                        |                                                        |                                                        |                                                        |  |  |                                                                  |                                                                  |                                                                  |                                                                  |                                                                  |                                                                  |  |  |  |  |  |  |  |  |  |  |
|                                                        |                                                        |                                                        |                                                        |                                                        |                                                        |  |  |                                                                  |                                                                  |                                                                  |                                                                  |                                                                  |                                                                  |  |  |  |  |  |  |  |  |  |  |
| José Ignacio Sanchiz, XV marqués del Vasto (1903–1979) | José Ignacio Sanchiz, XV marqués del Vasto (1903–1979) | José Ignacio Sanchiz, XV marqués del Vasto (1903–1979) | José Ignacio Sanchiz, XV marqués del Vasto (1903–1979) | José Ignacio Sanchiz, XV marqués del Vasto (1903–1979) | José Ignacio Sanchiz, XV marqués del Vasto (1903–1979) |  |  | Hipólito Sanchiz, IV conde de Valdemar de Bracamonte (1905–1947) | Hipólito Sanchiz, IV conde de Valdemar de Bracamonte (1905–1947) | Hipólito Sanchiz, IV conde de Valdemar de Bracamonte (1905–1947) | Hipólito Sanchiz, IV conde de Valdemar de Bracamonte (1905–1947) | Hipólito Sanchiz, IV conde de Valdemar de Bracamonte (1905–1947) | Hipólito Sanchiz, IV conde de Valdemar de Bracamonte (1905–1947) |  |  |  |  |  |  |  |  |  |  |
| José Ignacio Sanchiz, XV marqués del Vasto (1903–1979) | José Ignacio Sanchiz, XV marqués del Vasto (1903–1979) | José Ignacio Sanchiz, XV marqués del Vasto (1903–1979) | José Ignacio Sanchiz, XV marqués del Vasto (1903–1979) | José Ignacio Sanchiz, XV marqués del Vasto (1903–1979) | José Ignacio Sanchiz, XV marqués del Vasto (1903–1979) |  |  | Hipólito Sanchiz, IV conde de Valdemar de Bracamonte (1905–1947) | Hipólito Sanchiz, IV conde de Valdemar de Bracamonte (1905–1947) | Hipólito Sanchiz, IV conde de Valdemar de Bracamonte (1905–1947) | Hipólito Sanchiz, IV conde de Valdemar de Bracamonte (1905–1947) | Hipólito Sanchiz, IV conde de Valdemar de Bracamonte (1905–1947) | Hipólito Sanchiz, IV conde de Valdemar de Bracamonte (1905–1947) |  |  |  |  |  |  |  |  |  |  |
|                                                        |                                                        |                                                        |                                                        |                                                        |                                                        |  |  | Hipólito Sanchiz, XVI marqués del Vasto († 1996)                 |                                                                  |                                                                  |                                                                  |                                                                  |                                                                  |  |  |  |  |  |  |  |  |  |  |
|                                                        |                                                        |                                                        |                                                        |                                                        |                                                        |  |  |                                                                  |                                                                  |                                                                  |                                                                  |                                                                  |                                                                  |  |  |  |  |  |  |  |  |  |  |
|                                                        |                                                        |                                                        |                                                        |                                                        |                                                        |  |  | Hipólito Sanchiz, XVII marqués del Vasto (n.1969)                |                                                                  |                                                                  |                                                                  |                                                                  |                                                                  |  |  |  |  |  |  |  |  |  |  |
|                                                        |                                                        |                                                        |                                                        |                                                        |                                                        |  |  |                                                                  |                                                                  |                                                                  |                                                                  |                                                                  |                                                                  |  |  |  |  |  |  |  |  |  |  |
|                                                        |                                                        |                                                        |                                                        |                                                        |                                                        |  |  | Hipólito Sanchiz y Alcaraz (n. 1997)                             |                                                                  |                                                                  |                                                                  |                                                                  |                                                                  |  |  |  |  |  |  |  |  |  |  |